# Achatocarpus gracilis
Achatocarpus gracilis, jedna od devet biljnih vrsta roda Achatocarpus, porodica Achatocarpaceae. Raste na zapadu Meksika. Fanerofit (biljke iznad 3 metra visine).